# Sworn to a Great Divide
 (juin 2016).
Si vous disposez d'ouvrages ou d'articles de référence ou si vous connaissez des sites web de qualité traitant du thème abordé ici, merci de compléter l'article en donnant les références utiles à sa vérifiabilité et en les liant à la section « Notes et références ».
Albums de Soilwork
Stabbing the Drama
(2005) The Panic Broadcast
(2010)
Sworn to a Great Divide est le septième album studio du groupe Suédois de death metal mélodique Soilwork. L’album est sorti sous le label Nuclear Blast, le 19 octobre 2007 en Europe et le 23 octobre 2007 aux États-Unis. C'est le seul album incluant le guitariste Daniel Antonsson, remplaçant le membre fondateur Peter Wichers après son départ fin 2005, mais précédant son retour en 2010.

## Pistes
1. Sworn to a Great Divide[1]
2. Exile
3. Breeding Thorns
4. Your Beloved Scapegoat
5. The Pittsburgh Syndrome
6. I, Vermin
7. Light Discovering Darkness
8. As the Sleeper Awakes
9. Silent Bullet
10. Sick Heart River
11. 20 More Miles

Piste Bonus
1. Martyr